# Leistungsgröße
Als Leistungsgrößen werden vor allem in der Elektrotechnik und Akustik solche physikalische Größen zusammengefasst, die proportional zu einer Leistung sind (ohne durch die Umrechnung den Charakter einer intensitätsartigen Größe zu verlieren). Unter dem Oberbegriff lassen sich viele Zusammenhänge gemeinsam behandeln, beispielsweise die elektrische Leistung, die Schallleistung und verschiedene Leistungsdichten. Entsprechend sind Leistungswurzelgrößen solche, deren Quadrat proportional zu einer Leistungsgröße ist.
Eine der Anwendungen der Bezeichnungen findet sich dort, wo das Größenverhältnis zweien Größen gleicher Art bedeutsam ist, das zu einer Größe der Dimension Zahl wird. Beispielsweise bei Leistungswurzelgrößen ist der Verstärkungsfaktor so ein Größenverhältnis, das gemeinsam für viele Zusammenhänge und Geräte charakteristisch ist.
Wenn sich der Wertebereich einer Leistungs- oder Leistungswurzelgröße über mehrere Zehnerpotenzen erstreckt, wird er oft logarithmiert angegeben, wozu vorher das Verhältnis der Größe zu einer Bezugsgröße gleicher Art zu bilden ist.

## Leistungsgröße
Eine Leistungsgröße {\displaystyle P} ist eine Größe, die proportional zu einer Leistung ist.
Beispiele: elektrische Leistung, elektromagnetische und akustische Leistung und zugehörige Leistungsdichten
In diesem Kontext, insbesondere bei Größenverhältnissen, werden auch Energiegrößen, also Größen, die mit einer Energie zusammenhängen, als Leistungsgrößen bezeichnet.
Beispiele: elektrische Energie, elektromagnetische und akustische Energie und zugehörige Energiedichten (Schallleistung, Schallintensität, Schallenergiedichte)

## Leistungswurzelgröße
Eine Leistungswurzelgröße {\displaystyle F} ist eine Größe, deren Quadrat proportional zu einer Leistungsgröße ist. Leistungswurzelgrößen wurden bisher als Feldgrößen bezeichnet.
Beispiele: elektrische Spannung, elektrische Stromstärke, elektrische und magnetische Feldstärke, elektrische und magnetische Flussdichte, Schalldruck, Schallschnelle
Leistungswurzelgrößen sind in der Regel Effektivwerte; für eine sinusförmige Wechselgröße kann auch ihre Amplitude {\displaystyle {\hat {F}}}, komplexe Amplitude {\displaystyle {\underline {\hat {F}}}} oder ihr komplexer Effektivwert {\displaystyle {\underline {F}}} verwendet werden.

## Logarithmische Verhältnisse
| Festlegungen |
| --- |
| {\displaystyle {\begin{aligned}{\text{Mit }}F^{2}&\sim P\Leftrightarrow {\frac {F_{1}^{2}}{F_{2}^{2}}}={\frac {P_{1}}{P_{2}}}\\Q_{(F)}&=\ln {\frac {F_{1}}{F_{2}}}\,\mathrm {Np} =2\lg {\frac {F_{1}}{F_{2}}}\,\mathrm {B} =20\lg {\frac {F_{1}}{F_{2}}}\,\mathrm {dB} \\Q_{(P)}&=\lg {\frac {P_{1}}{P_{2}}}\,\mathrm {B} =10\lg {\frac {P_{1}}{P_{2}}}\,\mathrm {dB} ={\frac {1}{2}}\ln {\frac {P_{1}}{P_{2}}}\,\mathrm {Np} \end{aligned}}} |
| Logarithmisches Verhältnis {\displaystyle Q_{(F)}} mit Leistungswurzelgrößen Logarithmisches Verhältnis {\displaystyle Q_{(P)}} mit Leistungsgrößen |

Beispiel für das Verstärkungsmaß {\displaystyle Q_{U}} eines Zweitors
mit den reellen Spannungen {\displaystyle U_{2}} am Ausgang und {\displaystyle U_{1}} am Eingang:
{\displaystyle Q_{U}=\left(\ln {\frac {U_{2}}{U_{1}}}\right)\,\mathrm {Np} =\left(\lg {\frac {U_{2}^{2}}{U_{1}^{2}}}\right)\,\mathrm {B} =20\,\left(\lg {\frac {U_{2}}{U_{1}}}\right)\,\mathrm {dB} }
oder mit den komplexen Größen {\displaystyle {\underline {U}}_{2}=|U_{2}|\cdot \mathrm {e^{j\varphi _{2}}} {\text{ und }}{\underline {U}}_{1}=|U_{1}|\cdot \mathrm {e^{j\varphi _{1}}} }:
{\displaystyle {\underline {Q}}_{U}=\left(\ln {\frac {|U_{2}|}{|U_{1}|}}\right)\,\mathrm {Np} +\mathrm {j} (\varphi _{2}-\varphi _{1})\,\mathrm {rad} }